# Kláštorská roklina
Kláštorská roklina – wąwóz w północnej części Słowackiego Raju. Płynący nim potok wypływa ze źródła poniżej Kláštoriska (744 m n.p.m.), a na wysokości 520 m n.p.m. uchodzi do Hornadu jako jego prawy dopływ. Wąwóz ma długość około 1,5 km, różnica wzniesień wynosi 224 m. Znany był od dawna, ale udostępniono go dla turystów dopiero w 1960 r. Jest to głęboko wcięty w wapienne skały dziki jar z wodospadami. Przejście wąwozem możliwe jest dzięki sztucznym ułatwieniom: metalowym drabinkom, klamrom, łańcuchom, tzw. „stupaczkom", kładkom i naciętym pniom drzew. W niektórych miejscach przejście odbywa się bezpośrednio korytem potoku.
W wąwozie jest 7 wodospadów:
- vodopád Objaviteľov (Wodospad Odkrywców) o wysokości 11,5 m,
- Strakov vodopád (Wodospad Antona Straka) o wysokości 13 m,
- Dúchový  vodopád (Wodospad Tęczowy) o wysokości 8,5 m,
- Kaskady G. Nedobrého o wysokości 3 m,
- Malý  vodopád (Mały Wodospad) o wysokości 3 m,
- Machový vodopád (Omszały Wodospad) o wysokości 6 m,
- Kartuziansky  vodopád (Wodospad Kartuzjanów) o wysokości 4 m[2][3]

Niektóre nazwy wodospadów naddano ludziom zasłużonym dla turystki na Słowacji. Anton Strak to autor przewodników po Słowacji, Gustáv Nedobry to nauczyciel, propagator turystyki w Słowackim Raju i nazwy Słowacki Raj. 
Nad dnem wąwozu znajduje się wylot jaskini  o nazwie Biela jaskyňa. Posiada dużą salę, od której odchodzą dwa równoległe korytarze o łącznej długości 26 m.
Wąwozem prowadzi znakowany szlak turystyczny. Jest to szlak jednokierunkowy, płatny. Wejście na szlak znajduje się zaraz za mostem na przełomie Hornadu. Szlak turystyczny rozgałęzia się tutaj na dwa szlaki: jednokierunkowy zielony wiodący wąwozem Kláštorská roklina, oraz mniej atrakcyjny żółty, zazwyczaj używany do zejścia powrotnego. Po przejściu wąwozem do Kláštoriska możliwe jest zejście także innymi szlakami (ale dłuższymi).
Cały obszar wąwozu jest objęty ochroną ścisłą, znajduje się w obrębie Rezerwatu przyrody Hornad. Jest to najwyższy na Słowacji, 5 stopień ochrony.

## Szlak turystyczny
Kláštorská roklina, ustie –  Kláštorská roklina –  Kláštorisko. Czas przejścia: 45 min.

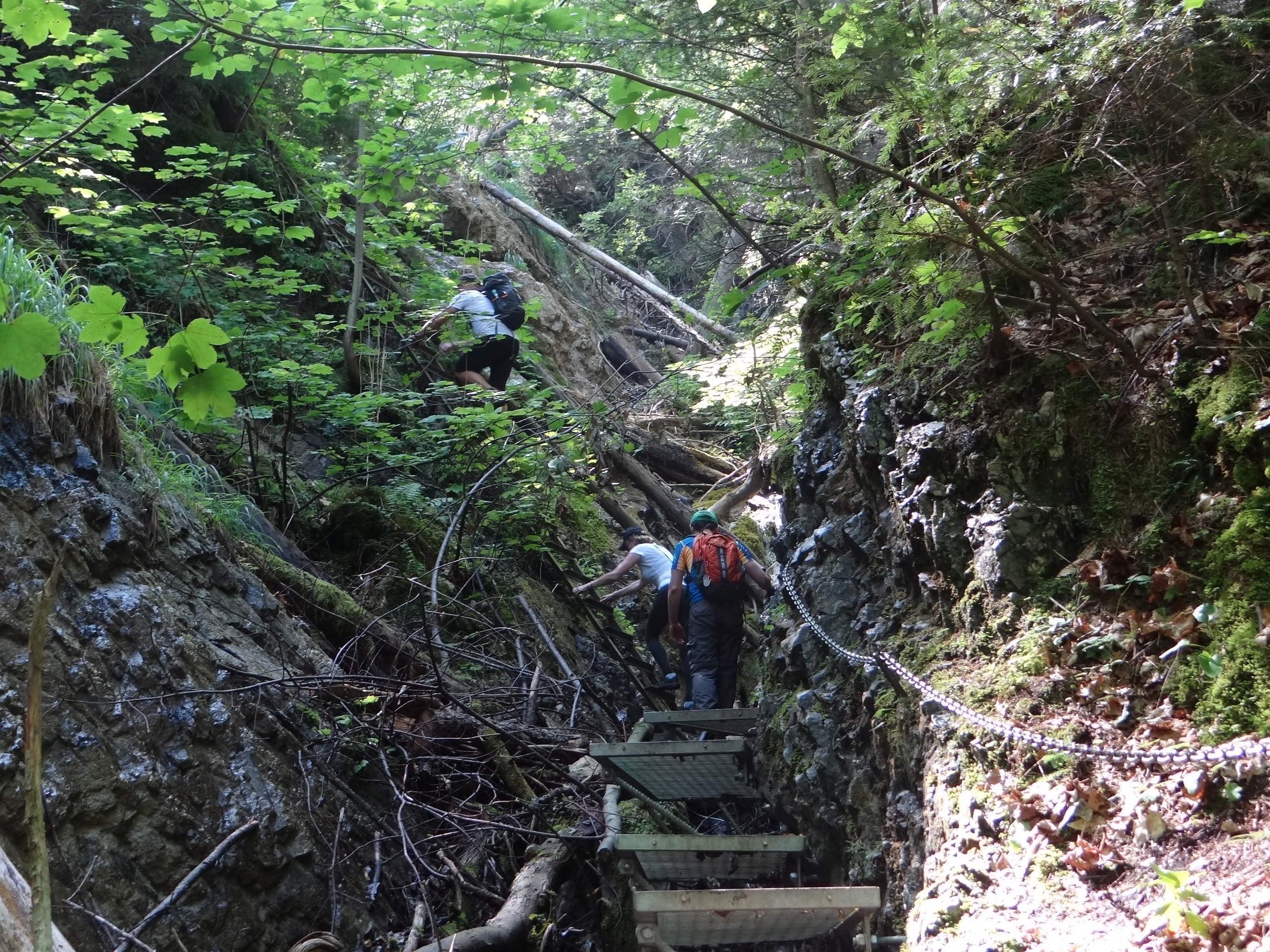
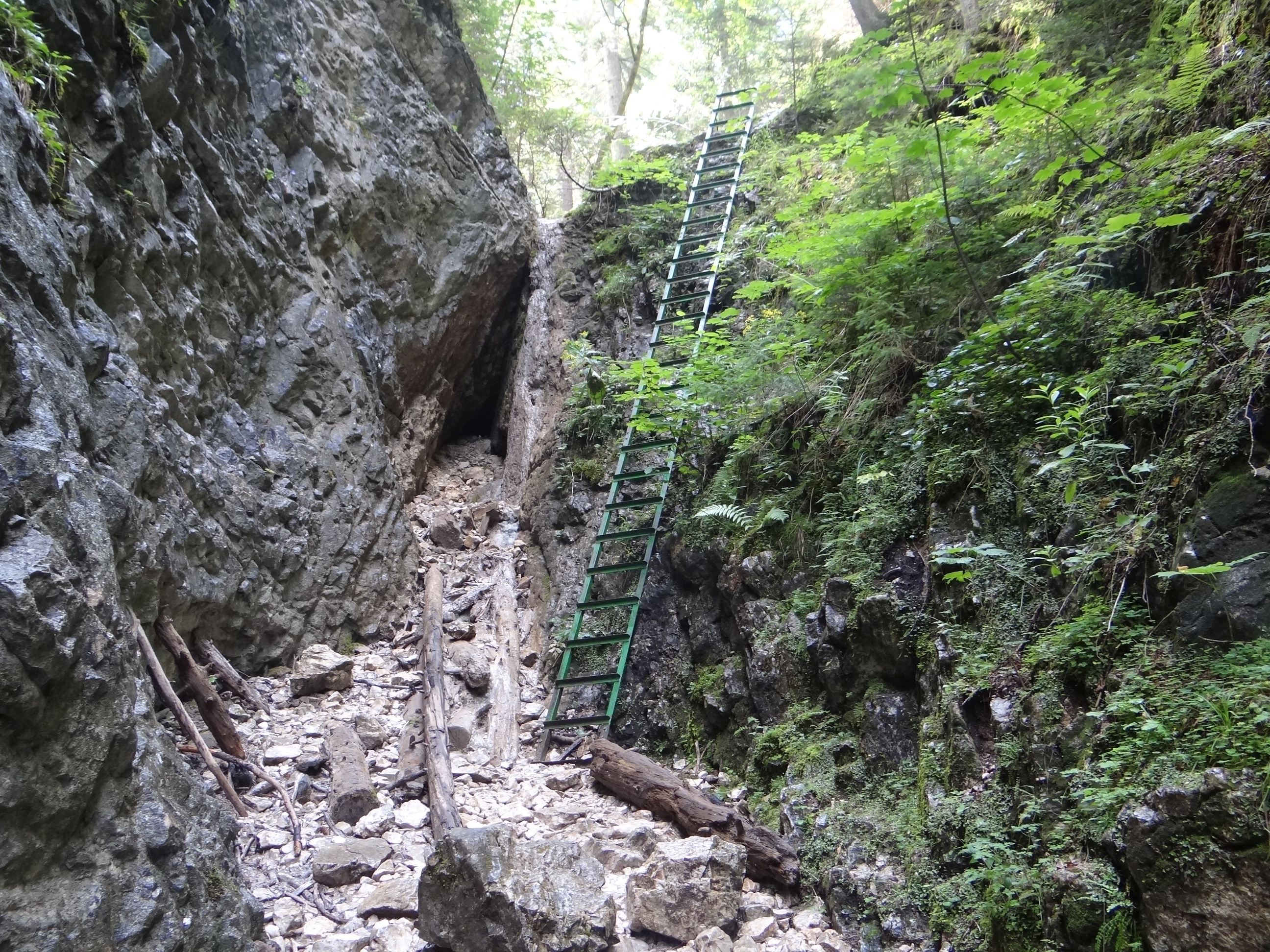
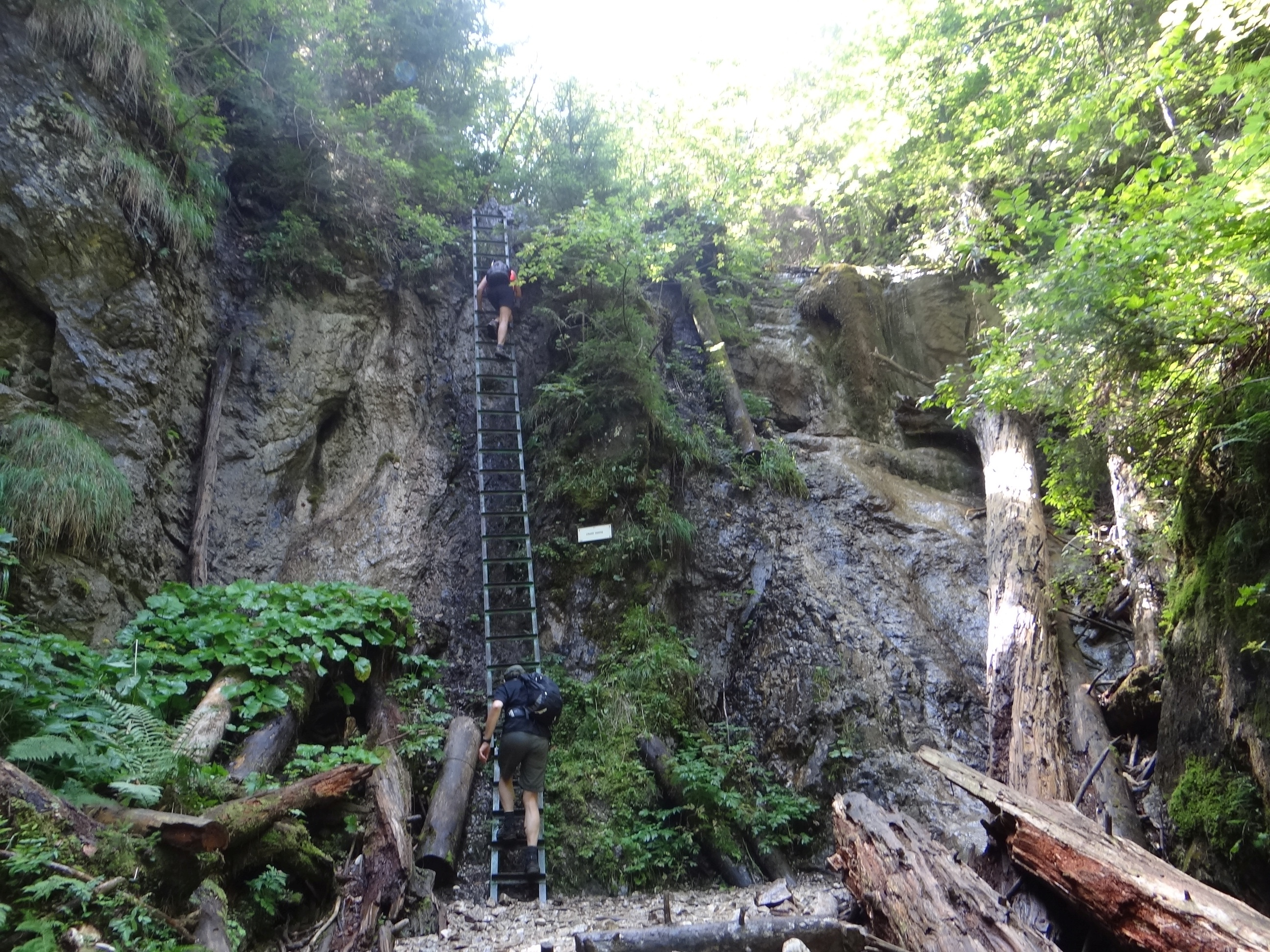
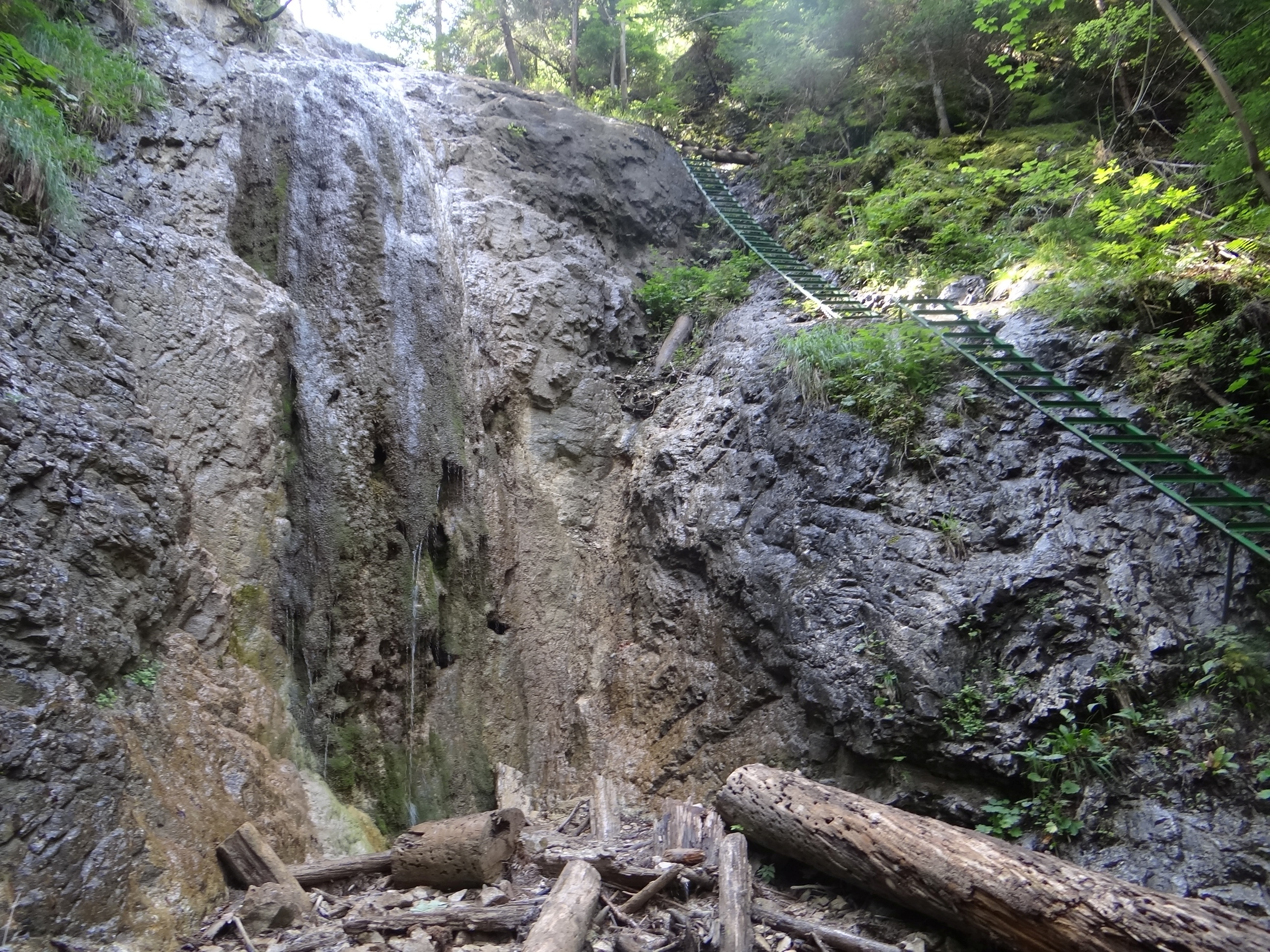